# フェニックス・パーク
フェニックス・パークまたはフェニックス公園（英語: Phoenix Park、アイルランド語: Páirc an Fhionn-Uisce）はアイルランドの首都ダブリン市の中心から西へ3kmほどの位置にある公園。

## 概要
面積は707ヘクタール（1750エーカー）と広大で、周囲長は11kmほどになる。公園内は芝生、並木道、森林などが存在し、ダマジカが放牧されている。ヨーロッパの都市公園としては最大級の規模を誇っている。
公園にはアイルランドの大統領公邸とアメリカ合衆国の大使公邸、アイルランド警察本部が存在する。その他にはダブリン動物園、クリケットやポロの競技場、ウェリントン記念碑（初代ウェリントン公爵アーサー・ウェルズリーを記念するオベリスク）、教皇十字（1979年のヨハネ・パウロ2世の訪問を機に建てられた）などがある。
名の由来はアイルランド語で清水を意味する「fionn uisce」が変化したものとされる。この公園はジェイムズ・ジョイスの小説『フィネガンズ・ウェイク』の中にも登場する。アイルランド政府は、公園を世界遺産に指定するよう国際連合教育科学文化機関に働きかけている。

## 歴史

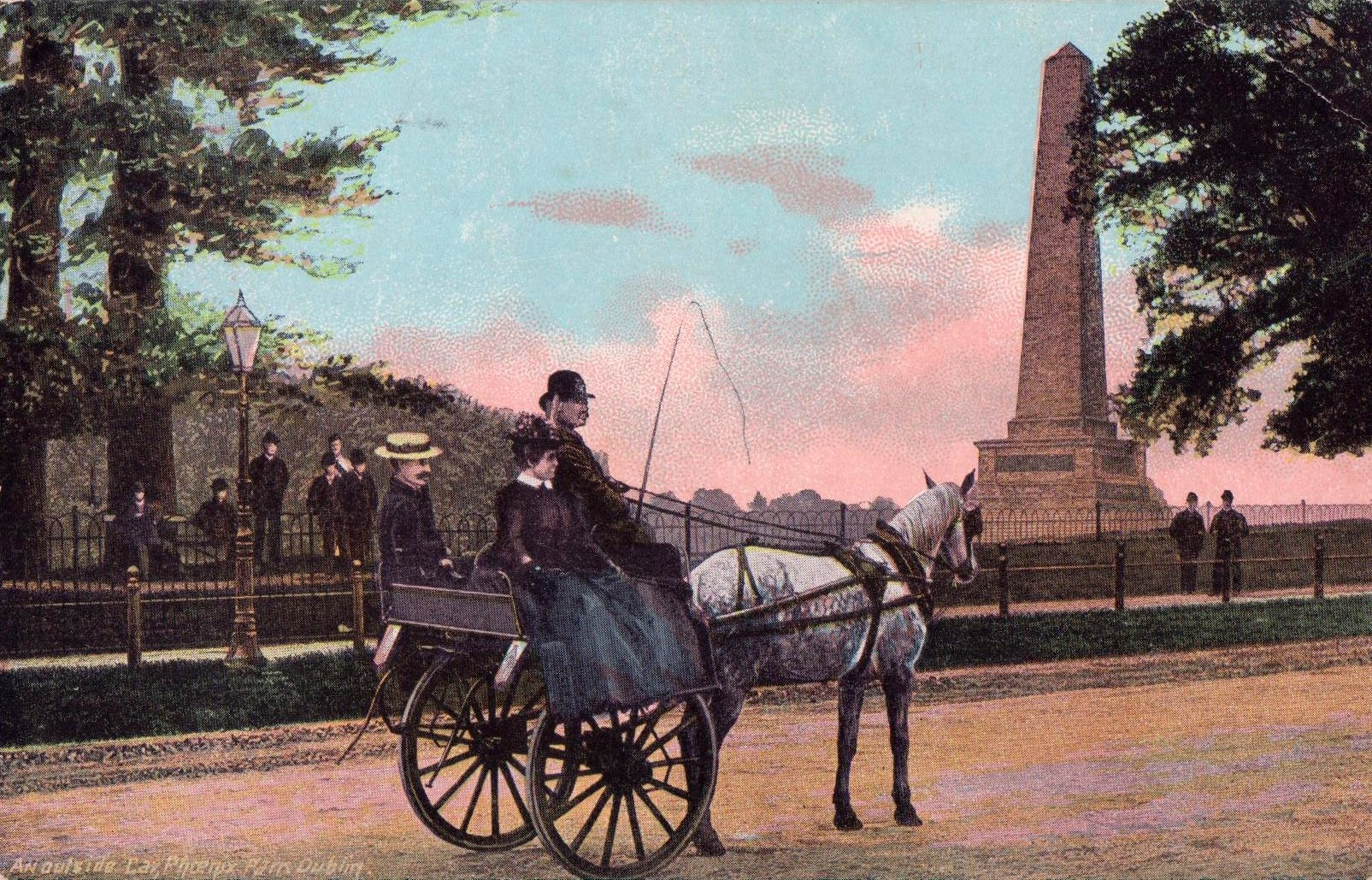
1905年頃のはがき

12世紀にノルマン人がダブリンとその周辺地域を征服した後、キャッスルノック男爵のヒュー・ティレル（Hugh Tyrrel）は、現在のフェニックス・パークを含む広大な土地を聖ヨハネ騎士団に与えた。現在、キルメイナム王立病院によって占有されている敷地でキルメイナムに修道院を設立した。イングランドのヘンリー8世による修道院の解散に伴い、騎士団は1537年に土地を失った。80年後、アイルランドの国王の代理人の所有権に戻った。
イングランドのチャールズ2世の復権に伴い、オーモンド公であるジェームズ・バトラーは1662年に土地に王室の狩猟公園を設立した。この公園にはキジや野生のシカが生息していたため、敷地全体を壁で囲う必要があった。
この公園はもともと、リフィー川の南側にあるキルメイナム修道院の敷地も含まれていた。1680年にアイルランド王立軍の退役軍人のためにキルメイナム王立病院の建設が始まったとき、公園は現在の大きさに縮小され、現在はすべて川の北側にある。1745年に第4代チェスターフィールド伯爵のフィリップ・スタンホープによって一般市民に開放された。
19世紀になると、公園の広さは無視されるようになっていた。管理は森の総監に引き継がれ、イギリスの環境デザイナーのデシマス・バートンは、公園の公共エリアの全体的な計画を設計するために保持された。新たな道、ゲートロッジ、整地、植樹、フェニックス・コラムの再配置などを含む計画の実行には、約20年の歳月を要した。特に「シャペル化された」ゲートロッジは「20年近くにわたってバートンが関わってきたことは、オーモンド伯爵が公園を設立した以来、最も大きな景観変化の時期を表している」と公園の公式サイトにて記載されている。

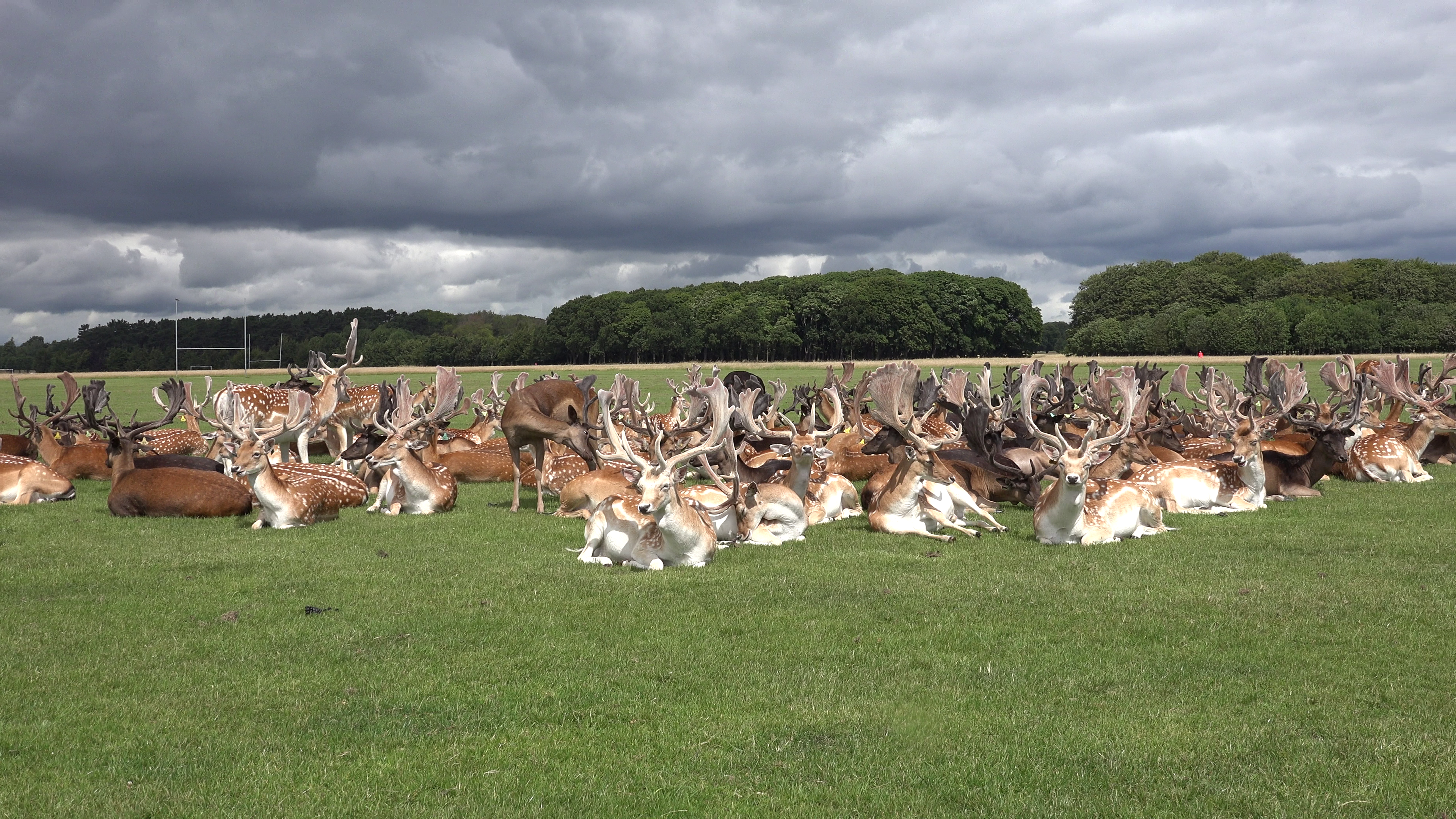
フェニックス・パークで休んでいる鹿

1882年、フェニックス・パーク殺人事件の現場となった。アイルランド首席秘書官（アイルランド問題を担当するイギリスの閣僚）フレデリック・キャヴェンディッシュとアイルランド次官（首席公僕）トーマス・ヘンリー・バークが、ダブリン城から歩いている最中にメスで刺殺された。犯人はアイルランド・ナショナル・インビンシブル（Irish National Invincibles）と呼ばれる小さな反乱軍のグループの一員だった。
「緊急事態（The Emergency）」と呼ばれる第二次世界大戦中のアイルランド非常事態の間、何千トンもの芝が湿地帯からダブリンに運ばれ、 公園の主要道路沿いの高台に保管されていた。

## 施設
公園は北西にはキャッスルノック、南にはチャペリゾッド、北にはセント・ジェームズという3つの市民小区に分かれている。最後の小教区は、主にリフィー川の南側、セント・ジェームズ教区教会の周辺に集中している。公園には1925年に制定されたフェニックス・パーク法という独自の法律があり、その中には「公園内では公序良俗に反する行為をしてはならない」という条例に違反した者を公園監視員が追い出したり逮捕したりする権限が含まれている。

### 大統領公邸
公園内には、1754年に建てられたアイルランド大統領の公邸「Áras an Uachtaráin」がある。アイルランド自由国が誕生する1922年までは、ヴァイスリーガル・ロッジとして、アイルランド総督の公邸として使用されていた。

### ダブリン動物園
ダブリン動物園は、ダブリンの観光名所のひとつである。世界中の700種以上の動物や熱帯の鳥類を飼育しており、1830年に設立された。1831年9月1日にロンドン動物学会と一緒に一般公開され、世界で3番目に古い動物園となった。1年以内に123種の動物が飼育された。

### 教皇十字架

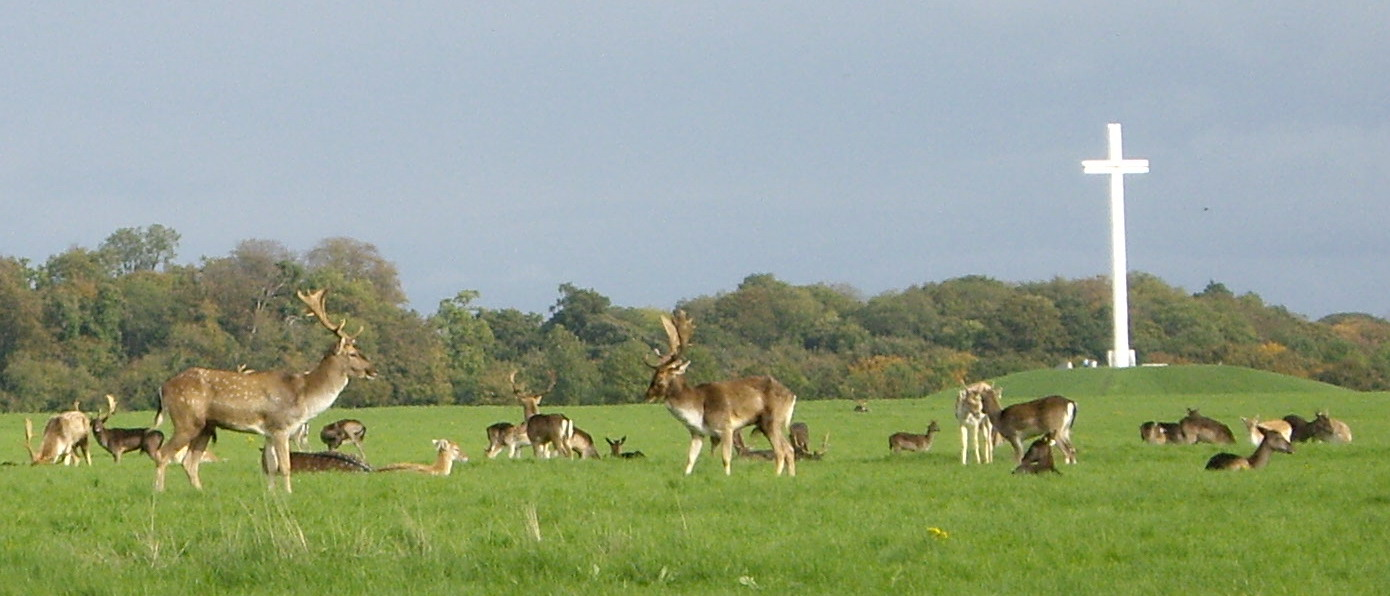
教皇十字架（右）

15エーカーの端にある教皇十字架は、1979年9月29日、教皇ヨハネ・パウロ2世がアイルランドを訪れた最初の日に行われた屋外ミサの背景として建てられた。信徒の数はダブリンの人口に匹敵する100万人を超えた。周囲を支配する白いラテン語の十字架は、高さ35メートルで、鋼鉄の桁で建てられた。何度か試みた結果、最終的には教皇が到着するわずか2週間前に建立された。2005年にヨハネ・パウロが死亡し、信者らは教皇の十字架に集まり、祈りを捧げたり、花や他の追悼の印を残したりした。教皇フランシスコは、2018年のアイルランド訪問の最終日にここでミサを祝った。

### 記念碑

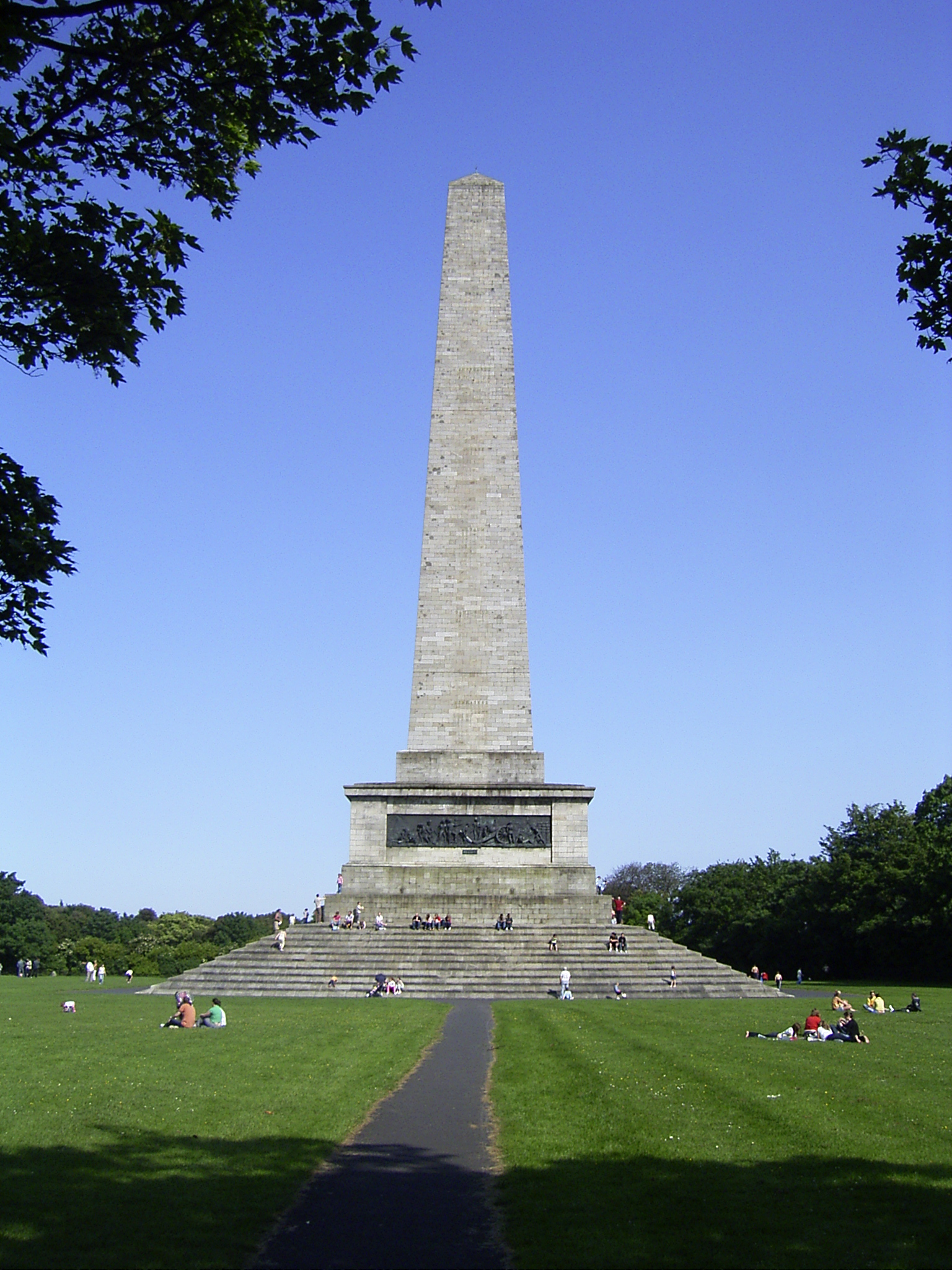
ウェリントン記念碑

ウェリントン記念碑は、ウェリントン公爵のアーサー・ウェルズリーの勝利を記念した高さ62メートルのオベリスクである。ヨーロッパ最大のオベリスクであり、公的資金が尽きなければさらに高くなっていたとされている。ロバート・スミルケによって設計され、ワーテルローの戦いで捕らえられた大砲から鋳造された4つの青銅製のプレートがあり、そのうち3つにはウェリントンの経歴が描かれ、4つ目にはオベリスクの根元に碑文が刻まれている。
記念碑は「フェニックス・コラム」と呼ばれるポートランド石で作られたコリント式の柱もある。現代の記録によると、この石は、「公園の中心部には、高さ30フィート（約3.5メートル）の円形の柱があり、首都の上には不死鳥が描かれている」と1747年に表現されている。
また、アイルランド・ナショナル・インビンシブル（Irish National Invincibles）によって殺害されたフレデリック・キャヴェンディッシュとトーマス・ヘンリー・バークを記念した記念碑もある。長さ60cmの十字架に少量の砂利を詰め、草むらに薄く切り込んだものである。

### ディアフィールド・レジデンス

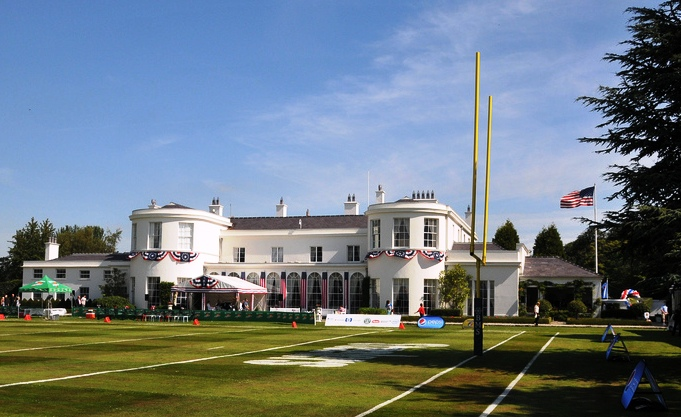
在アイルランド米国大使の公邸、ディアフィールド・レジデンス

ディアフィールド・レジデンス（以前は首席秘書官のロッジ）は、元々は1776年に建てられたアイルランドの首席秘書官の公邸で、それ以前は公園の廷吏のロッジだった。1927年2月からは在アイルランド米国大使の公邸となっており、1960年代初頭まではダブリンのアメリカ合衆国大使館だった。

### ビジターセンターとアシュタウン城
公園内で最も古い建物は、15世紀に建てられた中世の塔屋を復元したアシュタウン城である。1989年に修復が開始され、5,500年の公園と地域の歴史を解説する展示があるビジターセンターの隣にある。

### ピープルズ・ガーデン
パークゲート通りの出入り口付近にある庭園は、9ヘクタール（22エーカー）の広さから成り、1864年に再開園した。これらの庭園は、1840年にプロムナード・グラウンドとして設立された。観賞用の湖、遊び場、ピクニックエリア、寝床など、ヴィクトリア朝の園芸技術が展示されている。庭園内には、処刑されたイースター蜂起の指導者であるショーン・ヒューストンに捧げられた像がある。医務室通りにはアイルランドの彫刻家ジェローム・コナーに敬意を表したプレートがあり、頻繁に訪れた庭園を見下ろすことができる。開園時間は午前8時から日没までであり、閉館時間は年によって異なる。

### マガジン砦

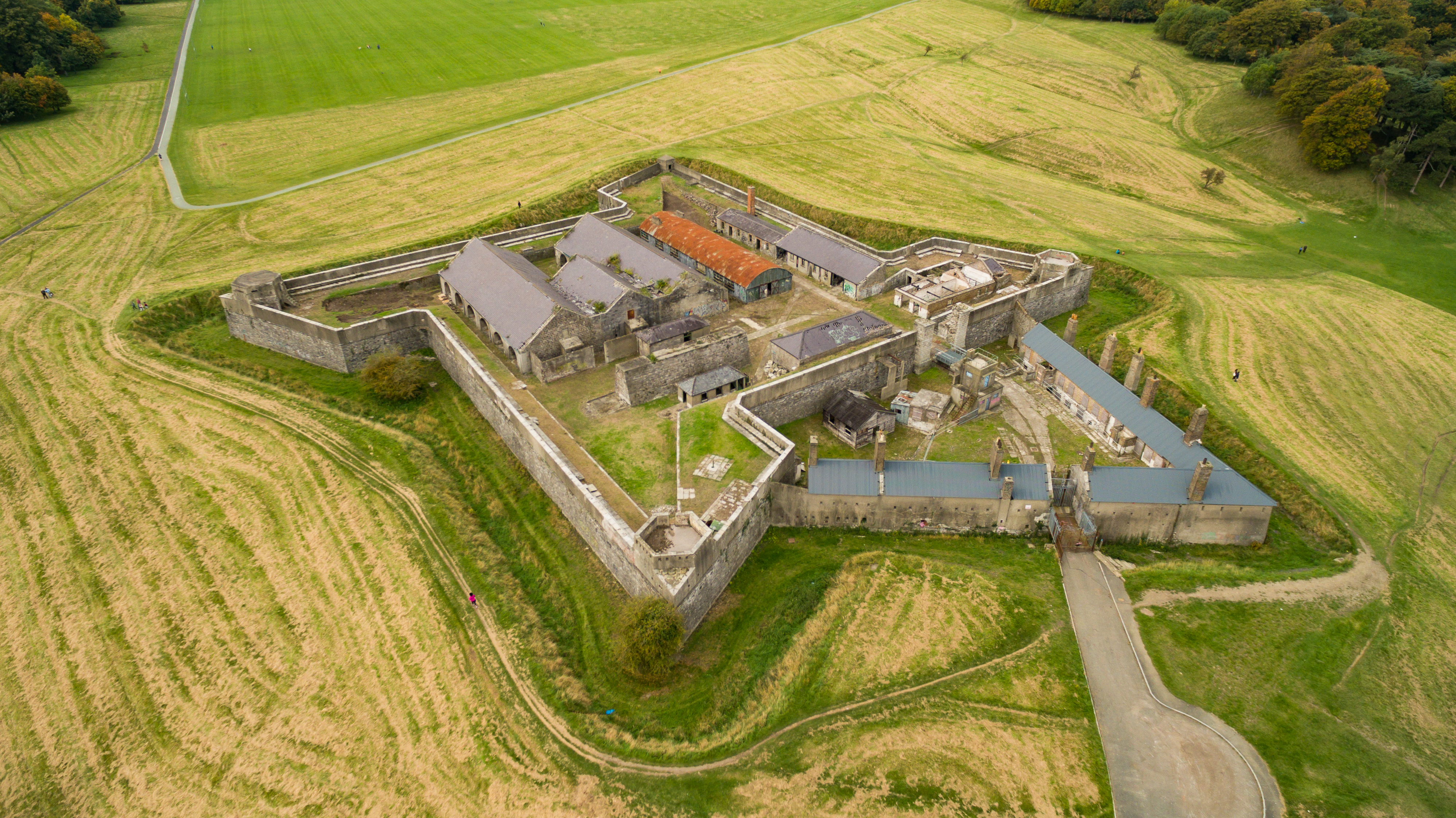
公園の南東にあるマガジン砦

公園の南東にあるマガジン砦は、1611年にエドワード・フィッシャー卿によってフェニックス・ロッジが建てられた場所を示している。1734年、初代ドーセット公爵であるライオネル・サックヴィルがダブリンのために火薬庫を用意するよう指示したため、この家は取り壊された。1801年には、軍隊のために翼が追加され、1939年12月23日のクリスマス襲撃の舞台となった。クリスマス襲撃とは、にアイルランド共和国軍（IRA）がアイルランド軍とマガジン砦（最大の軍需品集積所）を攻撃した事件である。この攻撃は、IRAによる軍需品集積所の捕獲と膨大な量の武器の押収につながった。
マガジン砦はジョナサン・スウィフトのジングルで風刺的に不死化されている。

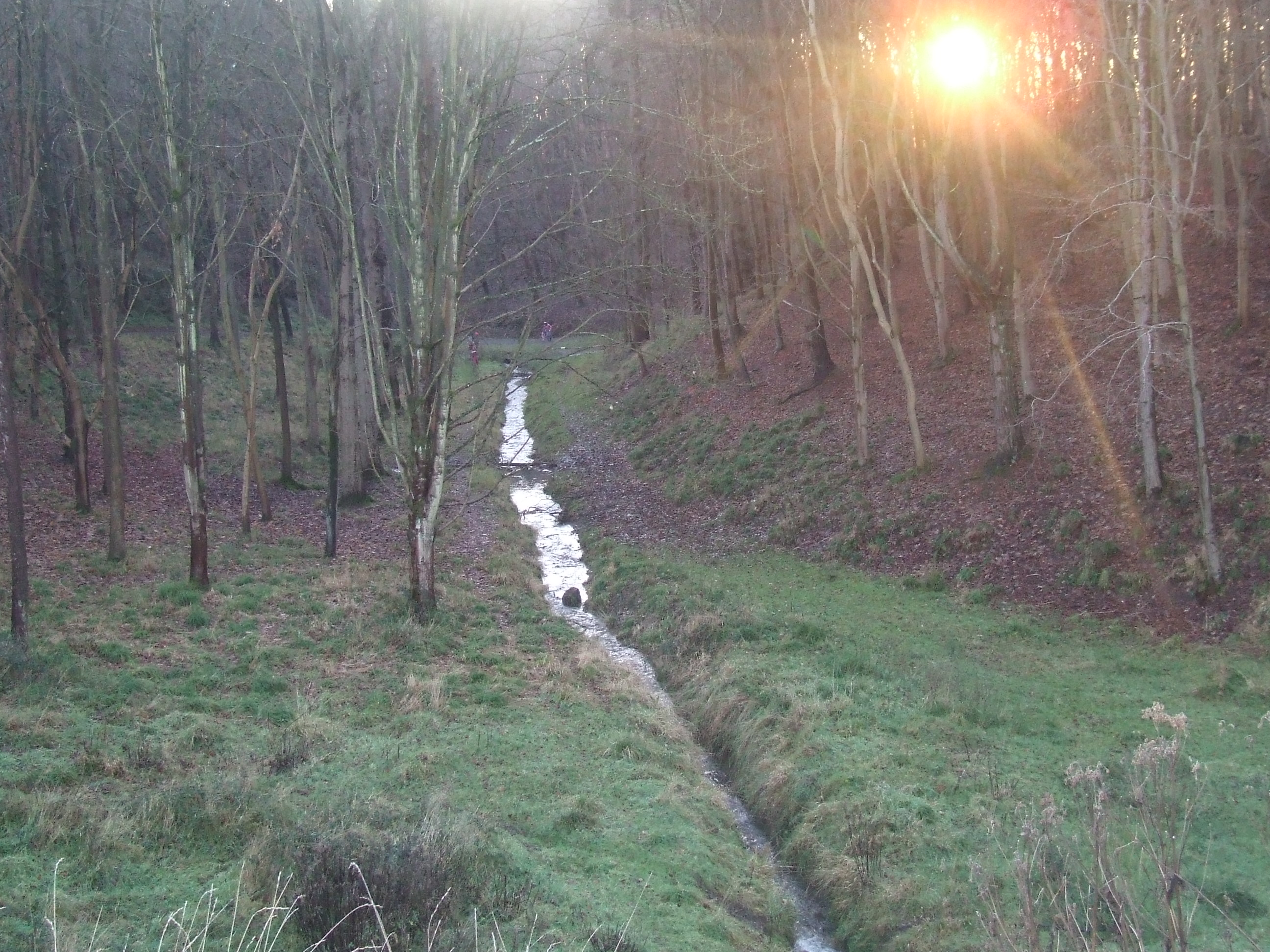
ファーリー・グレン（2015年1月3日日没）

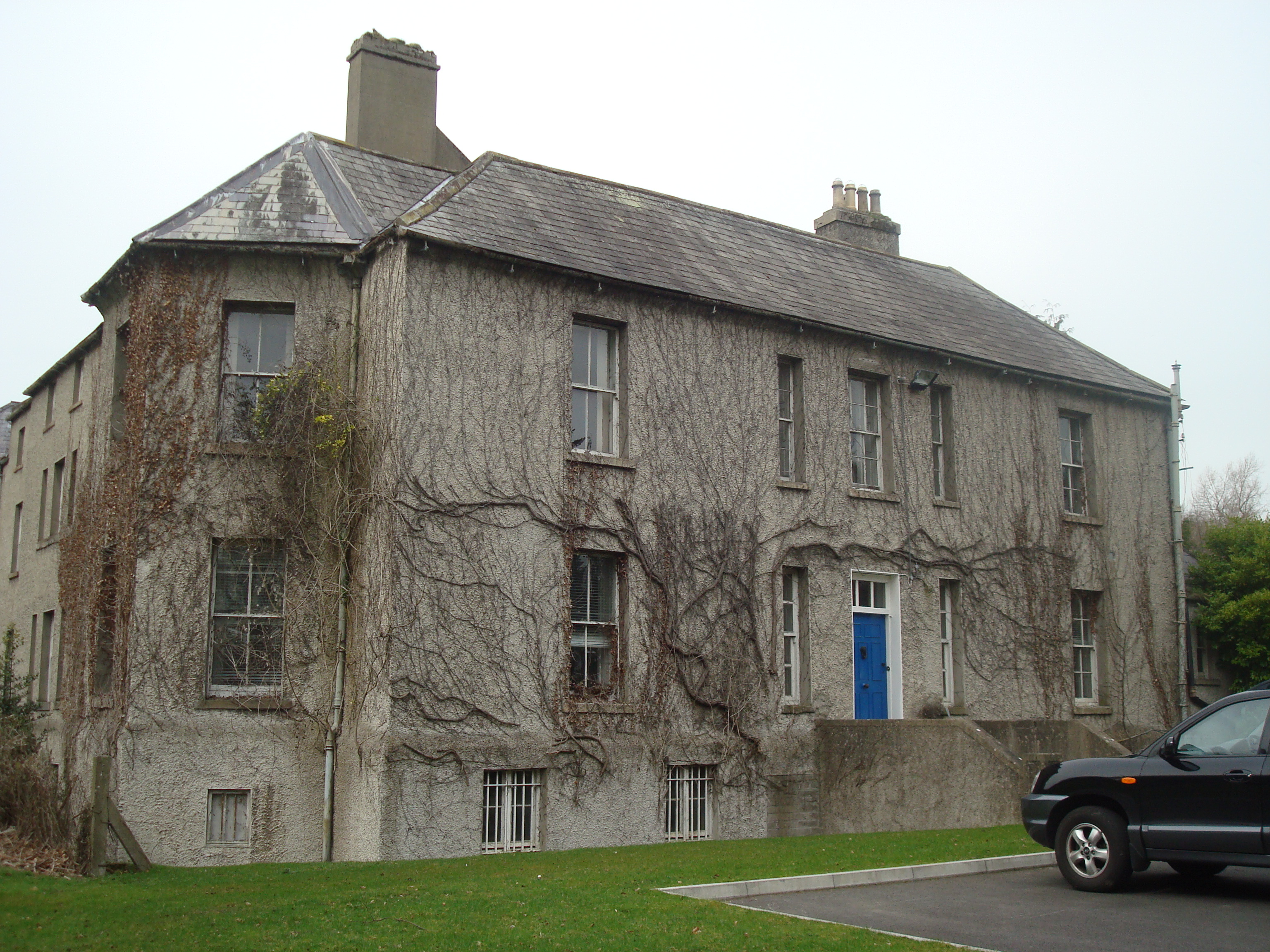
マウントジョイ・ハウス

### その他の名所
- 公園の南西の角には、ファーリー・グレンとして知られる区域があり、小さな湖を中心に、鳥や植物、野生動物が生息する短い散歩道が続いている。
- ステート・ゲスト・ハウスは、北西の公園に隣接している。
- 公園内には、アイルランドの警察の本部がある。
- セント・メアリー病院は、元々は1769年に設立された王立ハイバーニア軍学校だったが、その後1948年まで病院として開発された。1964年には高齢者のための施設となり、現在では主に高齢者のための宿泊施設を提供している[18]。
- 国立救急医療専門学校は、公園のシャペリゾッド側にあるセント・メアリー病院にある。1766年に建てられ、以前は王立ハイバーニア軍学校だった。アイルランド国立地図局のオーディナンス・サーベイは、キャッスルノック門近くのマウントジョイ・ハウスにある。1728年に建てられ、元々はマウントジョイ・バラックスとして知られていたが、副議会ロッジ（現在の大統領公邸）に住んでいた中尉の騎兵の護衛を駐屯させていたことから、マウントジョイ・バラックスと呼ばれていた[19]。
- 公園の南東に隣接しているのは、アイルランド国防軍のマッキー・バラックスである。1888年にマールボロ・バラックスとして建てられたこの建物には、かつて822頭の軍馬が収容されていた[20]。
- 大統領公邸の裏手にあるラトラ・ハウスは、1950年にアイルランド市民防衛局が設立されてから、2006年に本部がティペラリー県ロスクレアに分散化されるまで、アイルランド市民防衛局の本拠地として使われていた。ラトラハウスと名付けられたのは、1945年に初代アイルランド大統領に就任したダグラス・ハイドが大統領職から退任した時のことである。ハイドは、出身地であるロスコモン県フレンチパークのラトラ公園にちなんで名付けられた。1876年に建てられ、ウィンストン・チャーチルは2歳から6歳まで住んでいた[21]。
- グランゴジゴーマン軍人墓地は、ブラックホース通りの公園の壁のすぐ外にある。
- 公園内には、サッカー、ハーリング、フットボール、クリケット、ポロなどの運動場もある。
- ボヘミアンFCは、1890年にノースサーキュラー通り入口横のゲートロッジにて設立された。最初の試合を公園のポロ・グラウンドで行った。
- サウス・サーキュラー通りの交差点近くにあるコニンガム通りでは、通規則的な壁が再び平らになる前に、珍しいアーチ型になる。ここは、ウェリントン記念碑の下に続く鉄道トンネルを通り、リフィー橋が公園に入る地点である。この橋は定期的に物資輸送や旅客列車に利用されている。第二次世界大戦中は、非常用の食料品を保管するために使用されていた[22]。アイルランド国鉄は2016年11月21日にこのトンネルをダブリン通勤列車の通行に開放した[23]。

## 環境

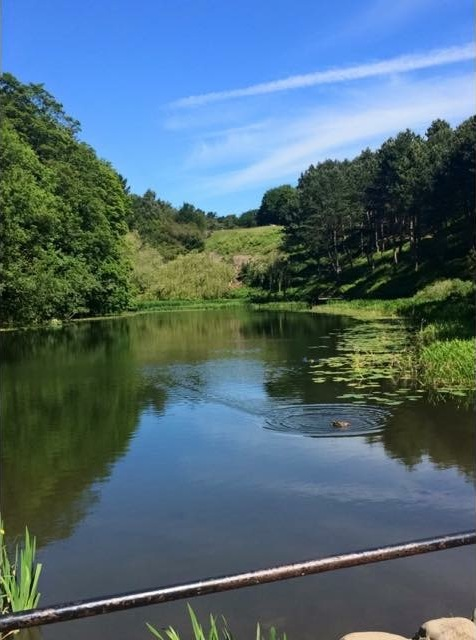
フェニックス・パークの湖

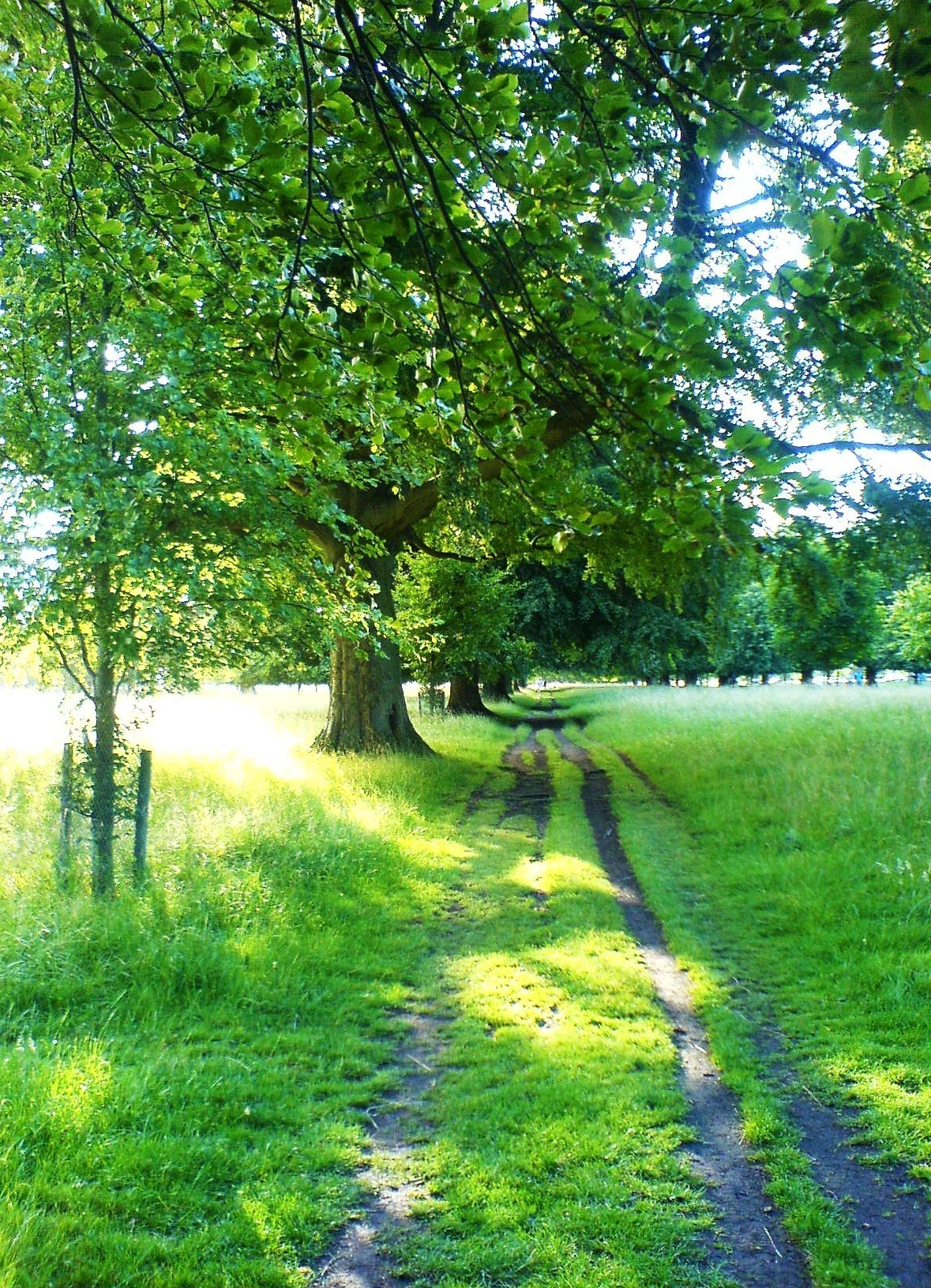
夏のフェニックス・パーク

公園内には351種の植物が確認されており、そのうち3種は希少で保護されている。古い草原と森林地帯がほとんど残っており、湿地帯の珍しい例もある。シカは1660年代に公園に導入された。現在の400～450頭の休眠中のシカは元の群れの子孫である。園内の30％は広葉樹を中心とした樹木で覆われている。
2007年・2008年に行われた野鳥観察調査では、ヨーロッパノスリ、ハイタカ、チョウゲンボウ、カケスなど72種の鳥類が確認されている。アイルランドで最も新しい繁殖鳥であるアカゲラは何度か目撃されており、最近ではトラフズクが繁殖種として確認されている。
また、リフィー川の支流である小川もいくつかある。
2006年7月と8月、当時の保健大臣のメアリー・ハーニーは、フェニックス・パークが国定公園に指定され、保護されているにもかかわらず、公園内のセント・メアリー病院に建設される予定の2つの新しい地域看護施設を、通常の法的に必要な計画許可から免除する3つの命令を出した。保健省は、2008年から使用されている看護施設は主に老人医療のためのものであるが、「事故と緊急時の危機への緊急対応」と呼ばれるもののために行われたと述べた。
2009年の公園の保守的な管理計画の中で、公共事業局（財務省の機関）は、「（中略）通常の計画手続きに頼る必要もなく、セント・メアリー病院の2つの主要な開発が建設されたことは、フェニックス・パーク公園の内部開発に対する脆弱性を示しており、公園の本質的な性格と歴史的にデザインされた景観としての独特な価値に大きな影響を与えている」とコメントしている。公園に対する圧力と脅威と題された部分では「適切な計画指定がなければ、この計画の調整されたビジョンに沿っていない開発が行われる危険性がある」と懸念を表明している。この文書は、公園の完全性に対する同様のリスクについて警告している。例えば、「調整されていない建築や建設（中略）マガジン砦、セント・メアリー病院の下にある農場の建物、アイルランド国立地図局のマウントジョイ・ハウスなど、特定の歴史的建造物の現在の状態」などを警告している。

## イベント

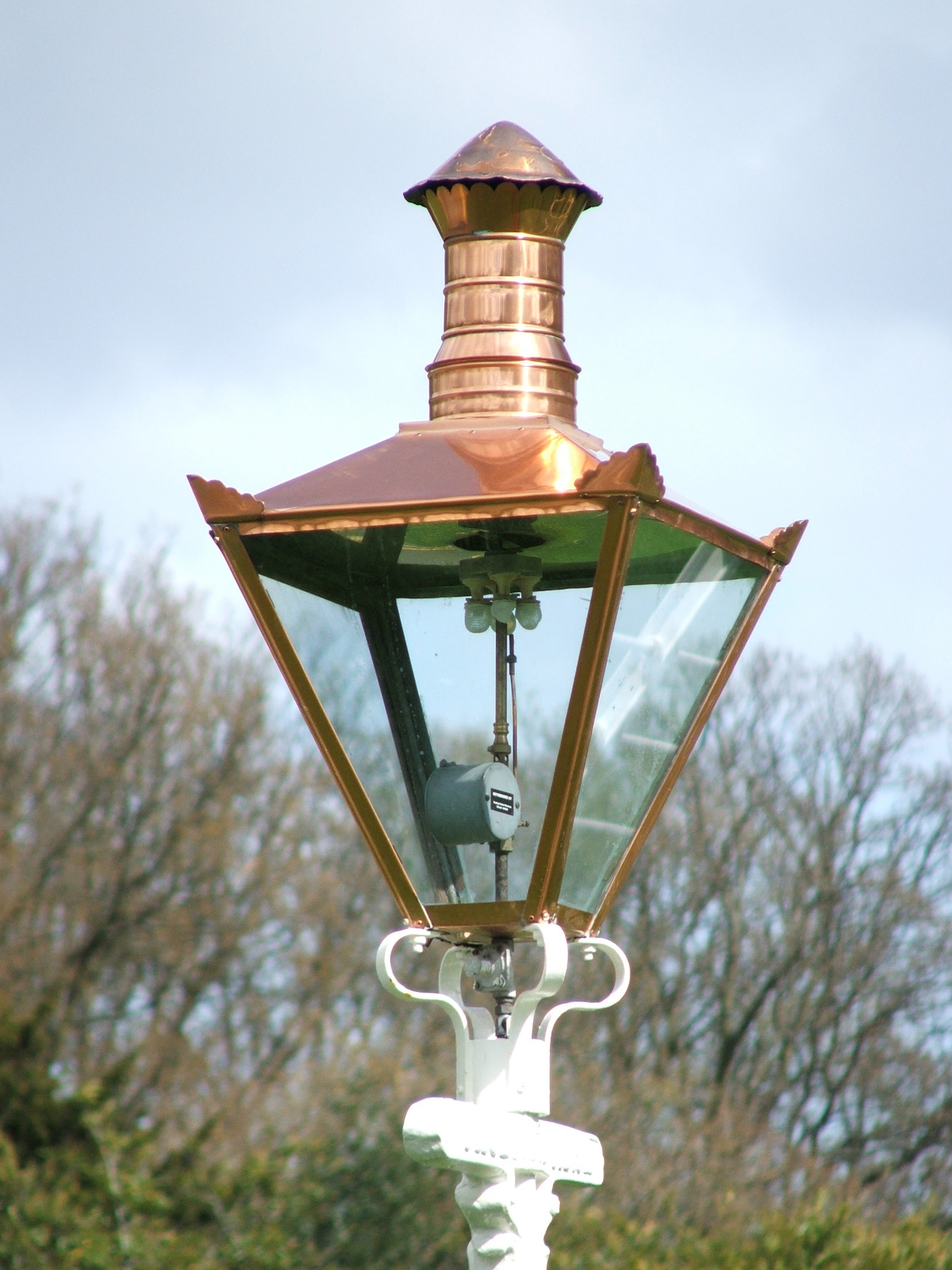
フェニックス公園の大通りに自動照明ガス街路灯が並ぶ

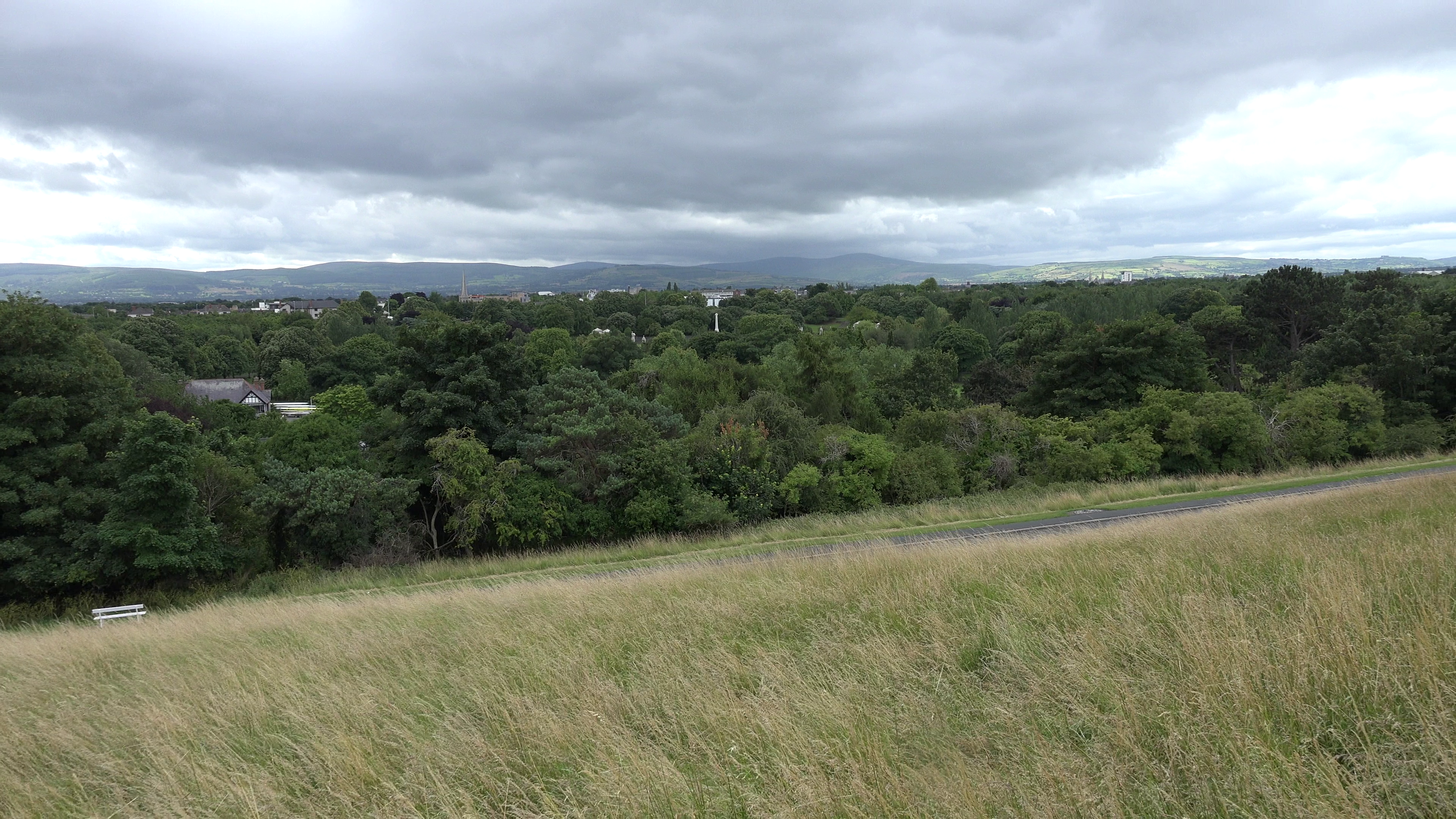
フェニックス・パークからの眺め

### モーターレース
モーターレースは1903年にフェニックス・パークで初めて開催された。これに続いて1929年にはアイルランド国際グランプリが開催された。レースは1932年から第二次世界大戦が始まる1939年まで行われ、1949年にはオールドタウン・サーキットでスプリントが行われ、翌年には再びフル・レース・ミーティングが行われ、現在に至るまで事実上継続して使用されている。長年にわたり、7つの異なるサーキットが使用されてきたが、そのうちの2つはF1ワールドチャンピオンのマイク・ホーソンにちなんで名付けられている。

### エクスペリエンス・ジャパン
エクスペリエンス・ジャパンは、ボランティアによって運営されている非営利の日本文化とアイルランドの日本人コミュニティを祝うために企画された一連のイベントである。お花見の時期に行われ、音楽や舞踏のパフォーマンスや日本文化の紹介が無料でされる。ファームレイ・ハウスでの関連イベントは、ダブリン市公共事業庁、ダブリン市議会、日本大使館の支援を受けている。2019年には約3万人が訪れた。

### コンサート
音楽コンサートは、コールドプレイ、デュラン・デュラン、ロビー・ウィリアムズ、レッド・ホット・チリ・ペッパーズ、イアン・ブラウン、ジャスティス、カニエ・ウェスト、アーケイド・ファイア、トム・ウェイツ、スノウ・パトロール、フローレンス・アンド・ザ・マシーン、スウェディッシュ・ハウス・マフィア、スヌープ・ドッグ、タイニー・テンパー、カルヴィン・ハリス、ザ・ストーン・ローゼズ、エド・シーラン、U2などによって公園で行われてきた。

### 展示会
2017年4月、ハーサム・コレクションは、ロンドンの王立公園とアイルランドの公共事業庁と共同で、フェニックス・パークで「Parks, Our Shared Heritage（公園、私たちの共有する遺産）」と題した展覧会を開催した。リッチモンド公園（およびロンドンの他の王立公園）とフェニックス・パークの歴史的なつながりを紹介した。この展覧会は、2017年7月と8月にロンドンのモール・ギャラリーでも展示された。

## 大衆文化
公園は、ジェイムズ・ジョイスの小説『フィネガンズ・ウェイク』や、『ユリシーズ』にも登場する。
一般的に、ノースサイド（リフィー川以北）のダブリンの郵便番号は奇数、サウスサイド（リフィー川以南）の郵便番号は偶数となっている。例外としてフェニックス・パークはノースサイドにあるが、ダブリン8区と偶数である。